# Victórico R. Grajales (Chiapas)
Victórico R. Grajales es una localidad del estado mexicano de Chiapas. Es parte del municipio de Ixtapa.

## Toponimia
El nombre de la localidad rinde homenaje a Victórico R. Grajales, gobernador de Chiapas de 1932 a 1936.

## Demografía
| Gráfica de evolución demográfica |
|                                  |

| Censo | Población |
| ----- | --------- |
| 1900  | 53        |
| 1910  | 23        |
| 1921  | 68        |
| 1930  | 59        |
| 1940  | 107       |
| 1950  | 141       |
| 1960  | 150       |
| 1970  | 198       |
| 1980  | 223       |
| 1990  | 287       |
| 2000  | 508       |
| 2010  | 773       |
| 2020  | 1 046     |